# Millet (graminée)
Pour les articles homonymes, voir Millet.
Taxons concernés
Dans la famille des Poacées :
- voir textemodifier

Millet est un terme générique qui désigne en français plusieurs espèces de plantes de la famille des Poacées (graminées). Ce sont des céréales vivrières, à très petites graines, cultivées principalement dans les zones sèches, notamment en Afrique et en Asie. Elles sont souvent appelées aussi mil. Millet sans autre précision désigne souvent le millet commun, mais le millet le plus cultivé est le « mil à chandelle ».
Moins exigeantes et plus rustiques que le sorgo commun, ces espèces sont bien adaptées aux zones tempérées ou tropicales sèches où la saison des pluies est brève.
Le sorgo commun, graminée céréalière et fourragère, est appelé aussi « gros millet » ou « millet indien ».

## Dénominations et étymologie
Étymologiquement, millet est un diminutif de mil, terme qui dérive du latin millium, nom de ces plantes en latin.
En égyptien ancien le millet était nommé besha ou beṭ-t, en copte ⲃϣⲧⲉ (bēshte).

## Histoire du millet
Vers 10 000 av. J.-C. ont lieu des « révolutions néolithiques » en Chine. La culture du millet apparaît ainsi dans les bassins des fleuves Yangtsé et fleuve Jaune, notamment il y a 11 000 ans dans les sites de Nanzhuangtou et de Donghulin qui révèlent des grains de Setaria italica (Millet des oiseaux) et de Panicum miliaceum (Millet commun) retrouvés sur des outils de pierre et dans des poteries, ces plantes étant devenues les cultures céréalières traditionnelles dominantes en Chine. Des chercheurs chinois ont affirmé avoir retrouvé en 2005 des nouilles à base de millet datant de 2000 av. J.-C. à Lajia, dans la partie amont du fleuve Jaune, concluant que la Chine avait inventé les pâtes avant les italiens. Cette découverte fait néanmoins débat car aucun outil pour moudre de la farine n'a été trouvé sur le site. De plus, le millet, ne contenant pas de gluten, ne permet pas de faire de nouilles seul et ce n'est que plus tard que le blé, plus collant, serait arrivé dans la région mentionnée.
Le millet a été consommé et cultivé, sans être domestiqué, par des chasseurs-cueilleurs — culture capsienne
— puis des éleveurs en Libye durant la période du subpluvial néolithique (« Sahara vert »), de 7500 à 3000 av. J.-C..
La culture du millet se diffuse dans la région de la mer Noire 5000 av. J.-C., au Japon 4000 av. J.-C. et en Corée 3500 av. J.-C.
Depuis l'Antiquité et jusqu'au Moyen Âge le millet a été consommé dans toute l'Europe méditerranéenne sous forme de bouillie ou de galette appelée millas en occitan, mălai en roumain (qui a d’abord désigné la semoule de millet, avant de désigner celle de maïs), cruchade en Gascogne, mell en Poitou (notamment en Vendée), miglio en Italie, etc. Il a été remplacé par le maïs dans les cultures et l'alimentation depuis l'introduction de cette dernière céréale au XVIe siècle.

## Aspects économiques
En général, les statistiques englobent toutes les cultures de millet dans une seule rubrique.
La production mondiale est estimée à 28 millions de tonnes (soit environ 1,5 % du total céréalier), dont 95 % viennent de l'Afrique et de l'Asie.
Dans les pays du Sahel occidental dans le nord de l'Afrique de l'Ouest, le mil, culture vivrière importante pour la sécurité alimentaire de ces pays, représente souvent plus de 30 % de la production céréalière totale. Il s'agit généralement d'une culture extensive, pratiquée sans irrigation, ni engrais. Les rendements dans ces conditions sont très bas, compris entre 200 et 500 kg par hectare.
Dans les pays développés, le millet occupe une place très marginale, comme aliment des oiseaux de volière ; cependant la céréale connaît un regain d’intérêt en Europe du fait du réchauffement climatique — la graminée réclame un apport en eau réduit de moitié par rapport au maïs notamment.
Il y a peu d'échanges au niveau du commerce international, la production étant le plus souvent autoconsommée.

### Productions
|             | Pays         | Production en 2014 | % monde | Production en 2019 |
| ----------- | ------------ | ------------------ | ------- | ------------------ |
| 1           | Inde         | 11,420             | 41 %    | 10,235             |
| 2           | Niger        | 3,322              | 11,9 %  | 3,270              |
| 3           | Chine        | 1,776              | 6,4 %   | 2,300              |
| 4           | Mali         | 1,715              | 6,2 %   | 1,878              |
| 5           | Nigeria      | 1,385              | 5 %     | 2,000              |
| 6           | Soudan       | 1,258              | 4,5 %   | 1,133              |
| 7           | Burkina Faso | 0,973              | 3,5 %   | 0,970              |
| 8           | Éthiopie     | 0,915              | 3,3 %   | 1,125              |
| 9           | Tchad        | 0,683              | 2,5 %   | 0,717              |
| 10          | Russie       | 0,493              | 1,8 %   | 0,439              |
| Total monde | Total monde  | 27,827             | 100 %   | 30,672             |

## Intérêt alimentaire
Le millet est un aliment énergétique, nutritif, recommandé pour les enfants et les personnes âgées ou en convalescence[réf. nécessaire]. 
Il est consommé surtout sous forme de bouillies et de galettes. La farine de mil devient rapidement rance et ne peut pas être conservée longtemps. Traditionnellement, la graine est pilée dans un mortier. De plus en plus, on mécanise cette préparation : la graine est alors passé dans une décortiqueuse et un moulin à farine, ce qui évite un travail laborieux et améliore la qualité de la farine. 
La teneur en protéines des différents mils, et leur qualité, se compare à celle du blé ou du maïs. Une des principales espèces de millet, l'éleusine a une teneur relativement élevée en méthionine, acide aminé qui fait souvent défaut dans les céréales tropicales. 
Le millet contient un gluten dont la composition comprend notamment une protéine de la famille des prolamines, la panicine, à hauteur de 40 %.
À partir de la farine de mil (soungouf), on prépare des couscous de mil dont les grains sont de différentes tailles :
- le thiéré est un couscous fin cuit à la vapeur ;
- le dègué est un couscous à gros grains cuit à l'eau ;
- l'araw, le laakh et le fondé sont des couscous à très gros grains cuits à l'eau.

## Principaux taxons appelés «millets»
Les millets les plus cultivés sont indiqués en gras.
Tribu des Andropogonées :
- Coix spp. : larmes-de-Job

Tribu des Eragrostidées :
- Eleusine coracana : éleusine
- Eragrostis tef : teff

Tribu des Panicées :
- Brachiaria deflexa : fonio à grosse graine
- Digitaria spp. : fonio blanc, fonio noir, millet sanguin...
- Echinochloa spp. : millet japonais
- Panicum miliaceum : millet commun
- Paspalum scrobiculatum : herbe à épée
- Pennisetum glaucum : Millet perlé
- Setaria italica : millet des oiseaux
- Urochloa ramosa : panic rameux (browntop millet en anglais)

Le maïs et le sorgho sont parfois comptés parmi les millets majeurs.

### Éleusine ou «ragi»
Nom scientifique : Eleusine coracana.
Cette plante produit plusieurs épis au sommet de la tige. Ses graines sont très petites (1-2 mm de diamètre). Ses besoins en eau sont légèrement supérieurs à ceux des autres espèces de mil.
L'éleusine, appelée « teff » en Éthiopie et en Érythrée et « ragi » en Inde, est une culture vivrière importante en Afrique orientale et en Asie (Inde, Népal), où elle se cultive jusqu'à 2 000 m au-dessus du niveau de la mer.

### Fonio ou «mil africain»
Ce terme regroupe plusieurs espèces de céréales mineures cultivées en Afrique de l'Ouest dans les régions sèches sub-sahéliennes.
- « Fonio blanc » (Digitaria exilis), culture très importante en Afrique de l'Ouest : Mali, Nigeria, Niger, Burkina Faso, Sénégal et Guinée.
- « Fonio noir » (Digitaria iburua), présent au Nigeria, au Togo et au Bénin.
- « Fonio à grosses graines » (Brachiaria deflexa), culture pratiquée seulement dans le massif du Fouta-Djalon en Guinée et en Sierra Leone.

### Millet commun
Nom scientifique : Panicum miliaceum.
Noms communs : « millet blanc » ou « millet à grappes »·
Plante de 1,3 m environ, à inflorescences en panicules lâches, ramifiées et tombantes.
Cette céréale est cultivée dans des régions tempérées, en Russie, en Ukraine, au Kazakhstan, aux États-Unis, en Argentine et en Australie.
Diverses variétés, avec des grains de couleur blanche, jaune, brune et même noire, étaient cultivées en France jusqu'à l'époque contemporaine. La plupart ont disparu des cultures, mais certaines se sont maintenues, à l'état d'adventices, notamment dans les champs de maïs.

### Millet des oiseaux
Nom scientifique : Setaria italica.

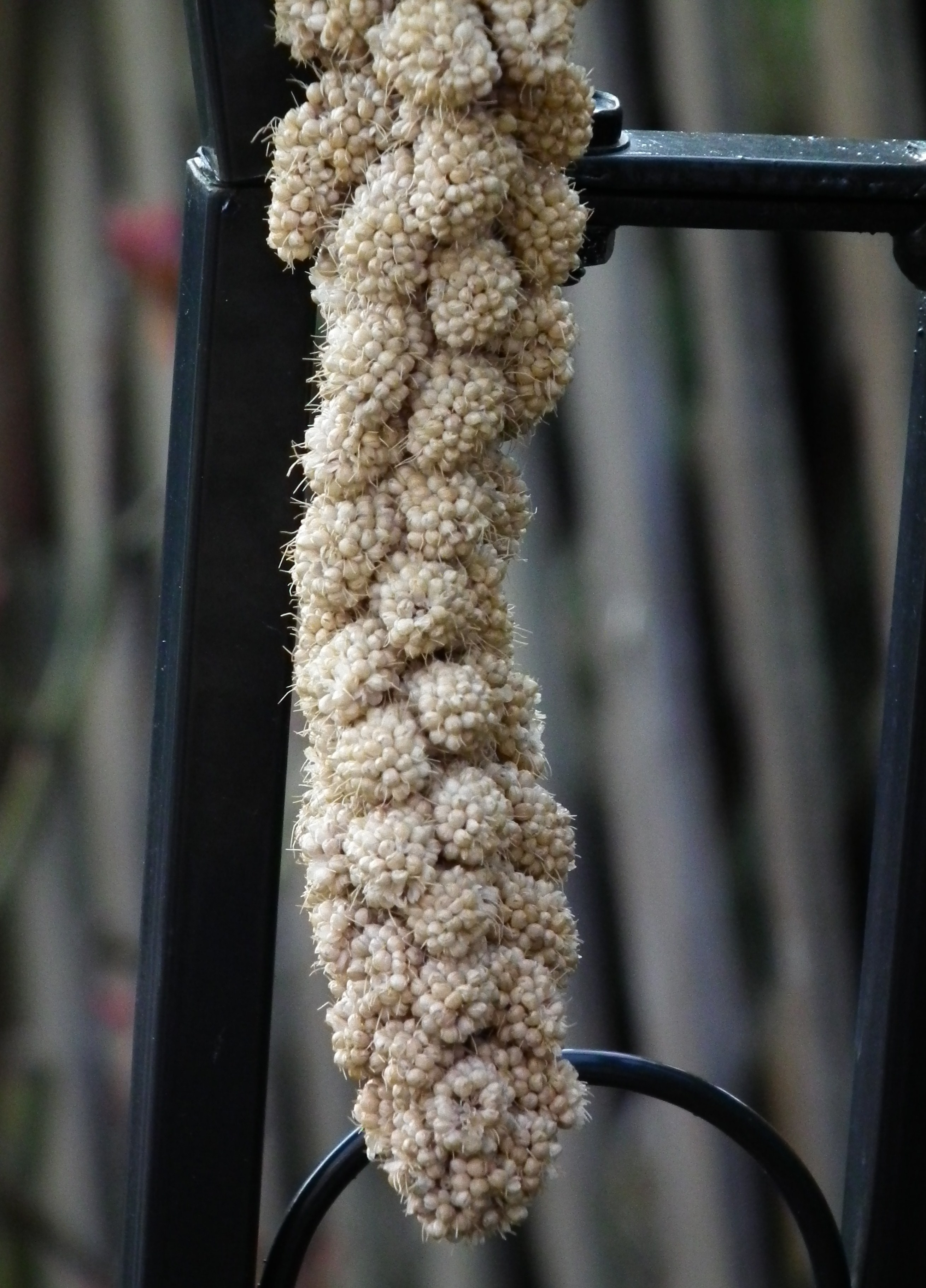
Millet à grappes ou du millet en branches Setaria italica.

Noms communs : « panis», « petit mil» ou « miliade ».
Plante de 1 à 1,5 m environ, à inflorescences longues, cylindriques, assez compactes, autrefois semée dans les prairies temporaires. Remis au gout du jour dans toute l'Europe grâce aux nouvelles normes visant à favoriser la biodiversité aux abords des champs.
Le premier pays producteur est la Chine. Espèce cultivée également en Inde, en Indonésie, en Corée, dans le Sud de l'Europe et en Afrique orientale.

### Millet indien

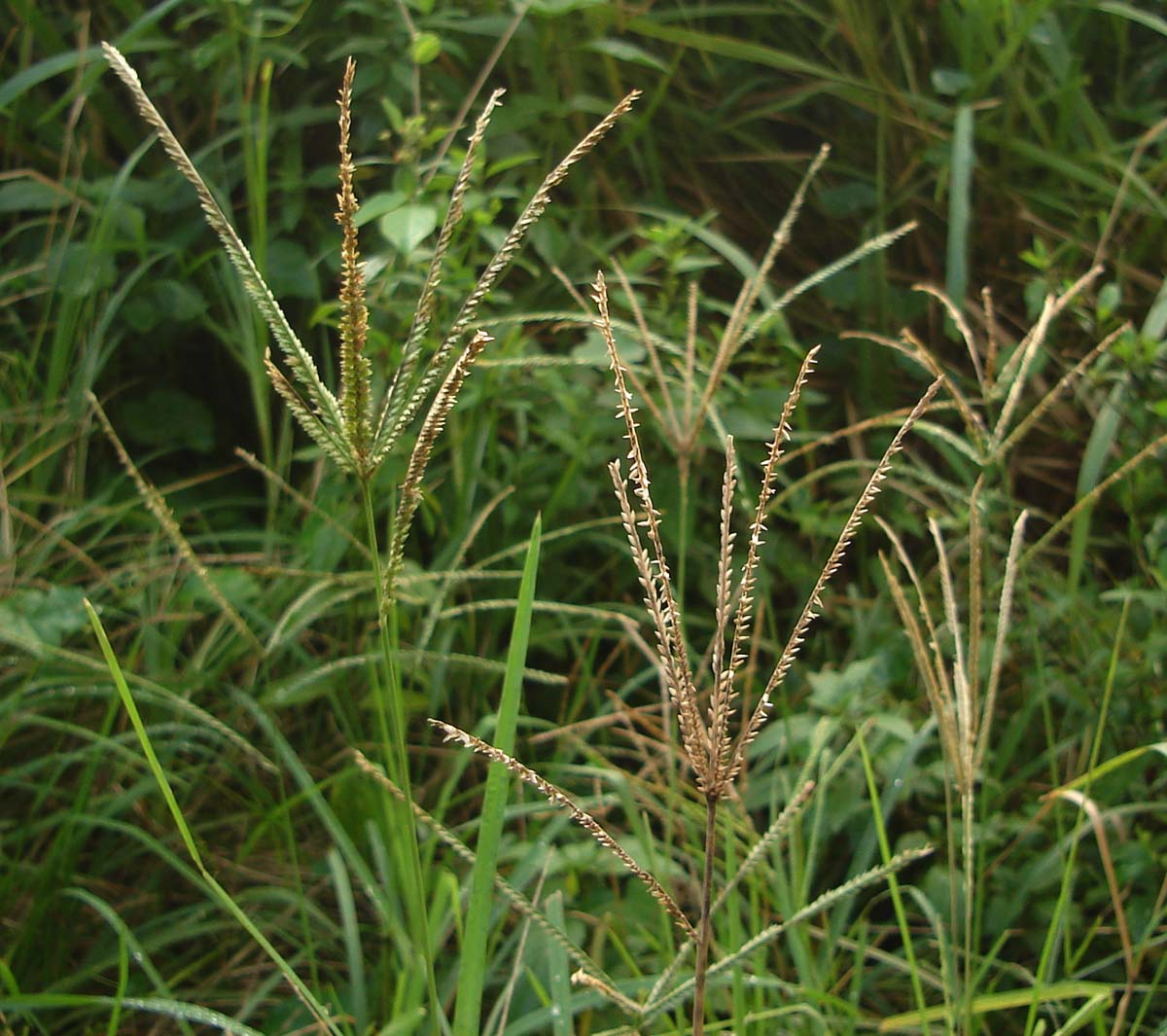
Éleusine des Indes.

Nom scientifique : Panicum sumatrense.
Culture répandue en Inde, au Népal, au Pakistan, au Sri Lanka, dans l'est de l'Indonésie et l'ouest de la Birmanie.

### Millet japonais

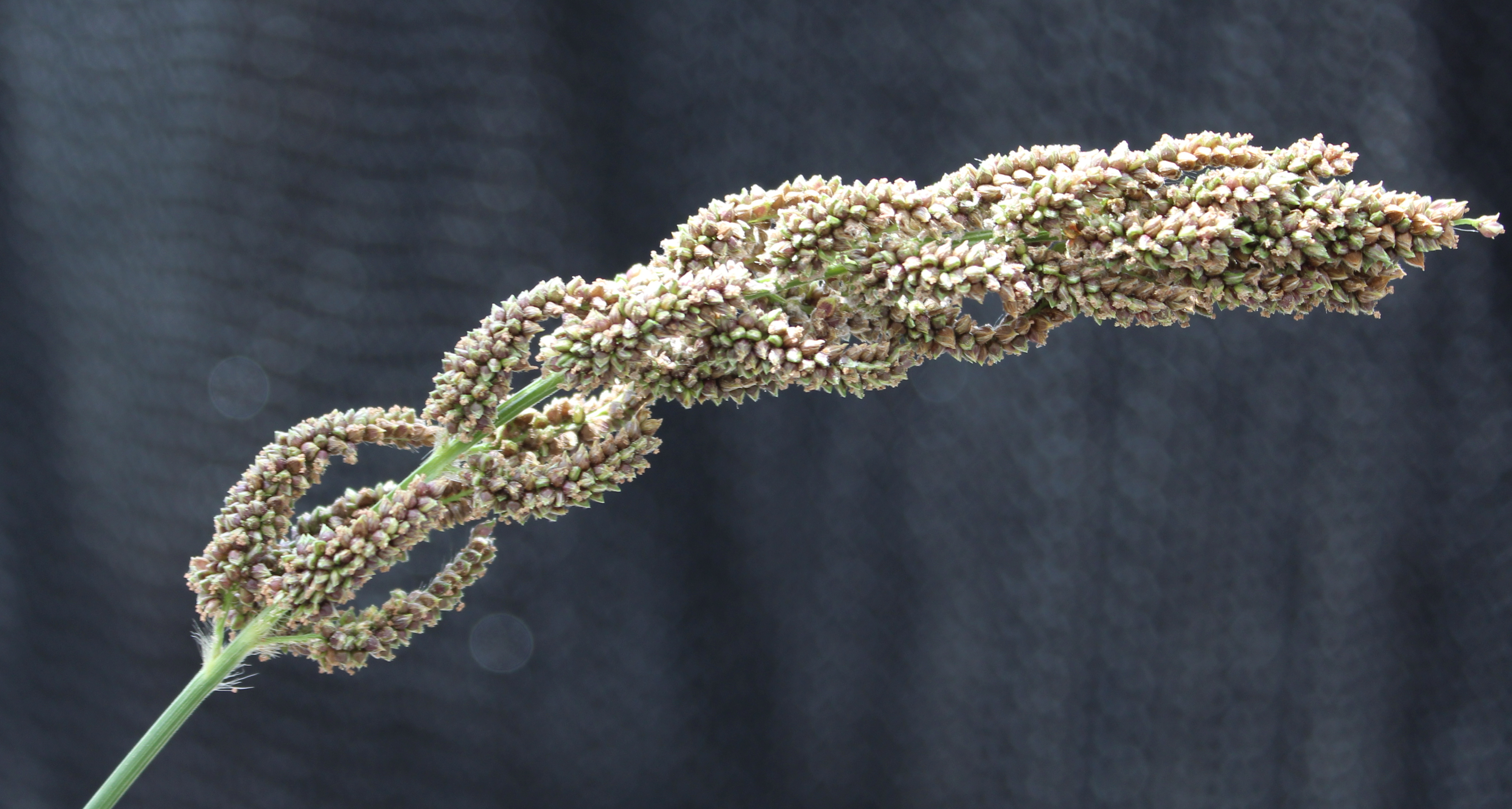
Tête de millet japonais.

Deux espèces de « millets japonais » sont cultivées en Asie :
Noms scientifiques : Echinochloa esculenta et Echinochloa frumentacea.
Culture importante dans les régions subtropicales de l'Inde.

### Millet perle ou «petit mil»

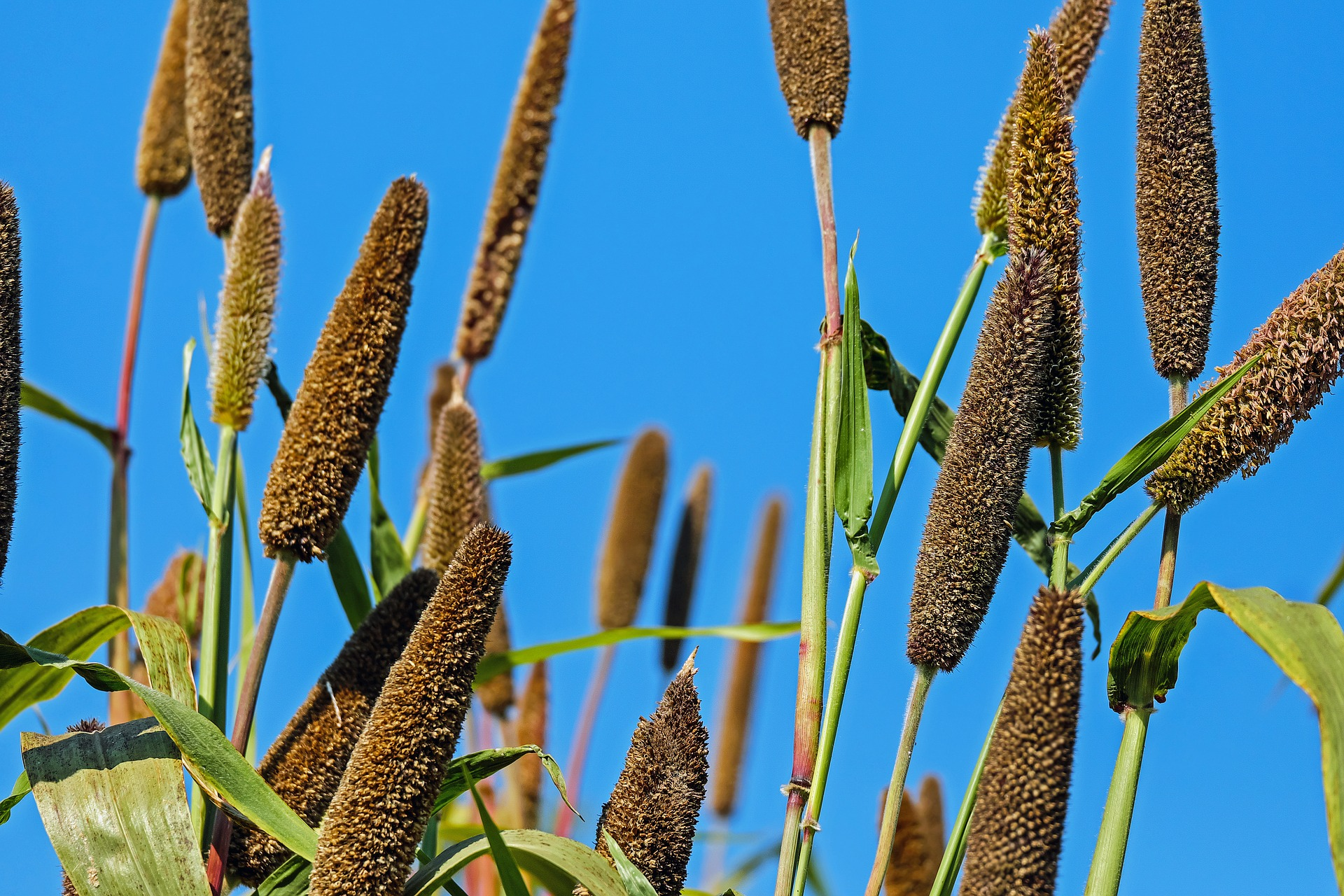
Millet perle.

Nom scientifique : Pennisetum glaucum.
Noms communs : « millet perle, petit mil, mil à chandelle, mil pénicillaire » ou « mil » (tout court).
C'est la plus cultivée de toutes les espèces de mil, il représente la moitié de la production mondiale de mil ; parmi celles-ci, c'est celle qui a le potentiel de rendement le plus élevé en conditions de sécheresse. Il croît sur des sols sableux et pauvres, là où on ne pourrait pas cultiver le maïs, le sorgho ni même l'éleusine. Les graines se forment sur un faux épi compact de 10 à 150 cm de long (chandelle).
Culture traditionnelle en Afrique, surtout au Sahel, en Asie (Inde, Pakistan). Introduit récemment comme culture céréalière aux États-Unis, où il est utilisé comme fourrage d'été. 

### Teff
Nom scientifique : Eragrostis tef.

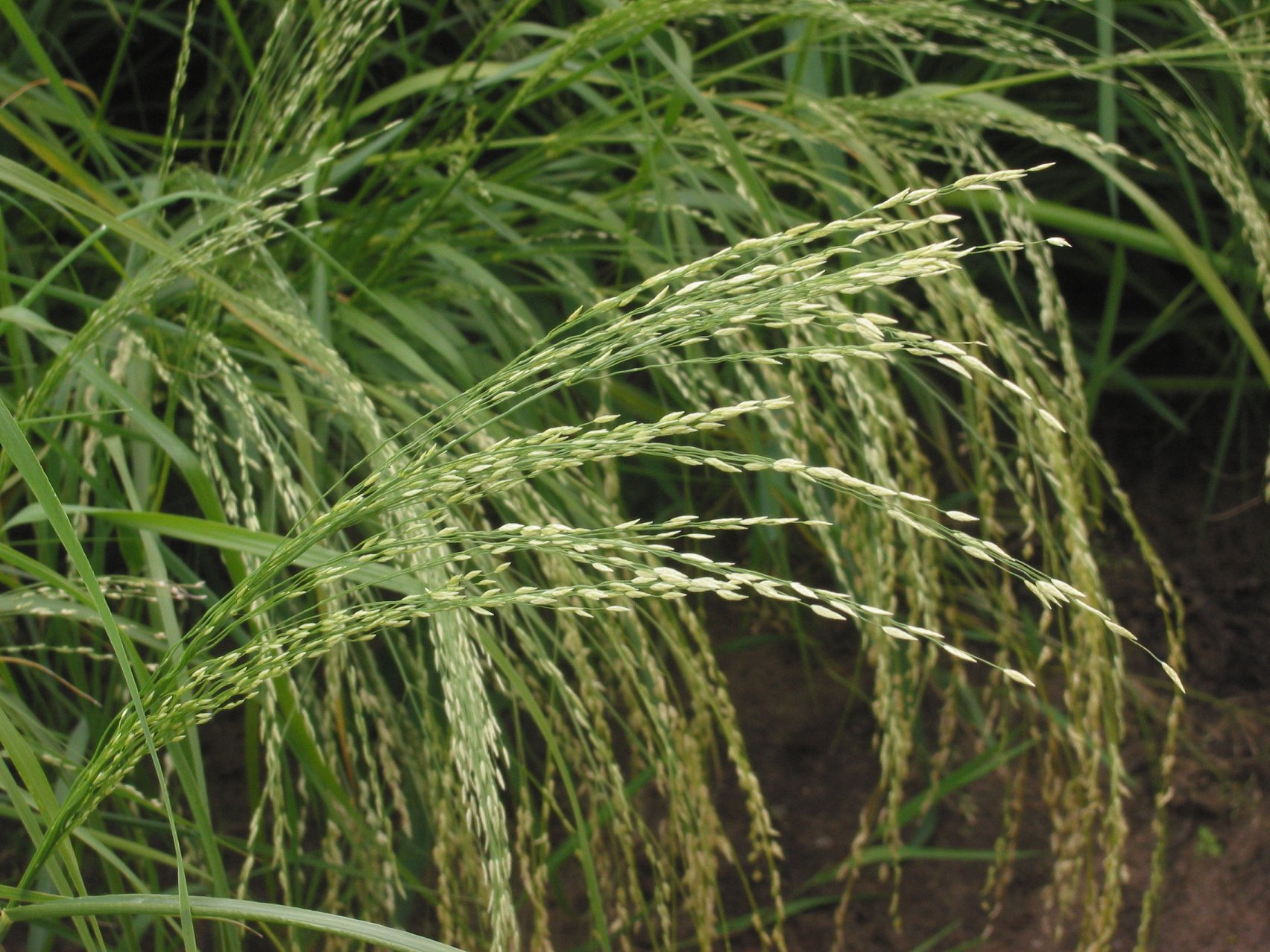
Teff.

Céréale à graines très petites, cultivée dans les régions montagneuses de l'Éthiopie, où sa production dépasse celle de la plupart des autres céréales. Tolère les sols lourds, mal drainés.

### Coix

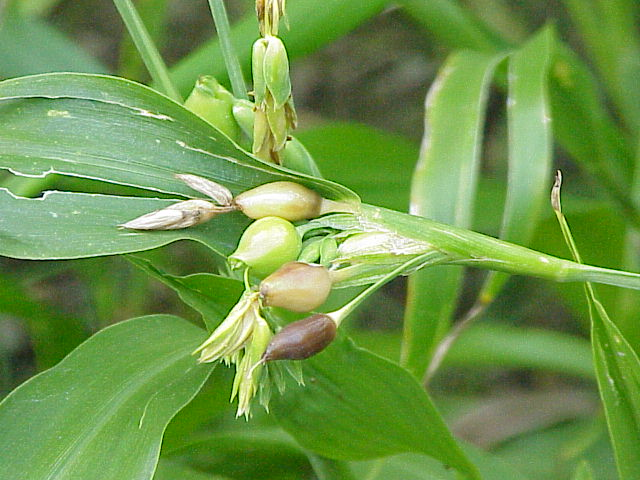
Coix lacryma-jobi.

Nom scientifique : Coix lachryma-jobi
Noms communs : coix, aussi appelé larme de Job, est une céréale très secondaire, surtout cultivée dans le sud-est asiatique.

### Herbe à épée

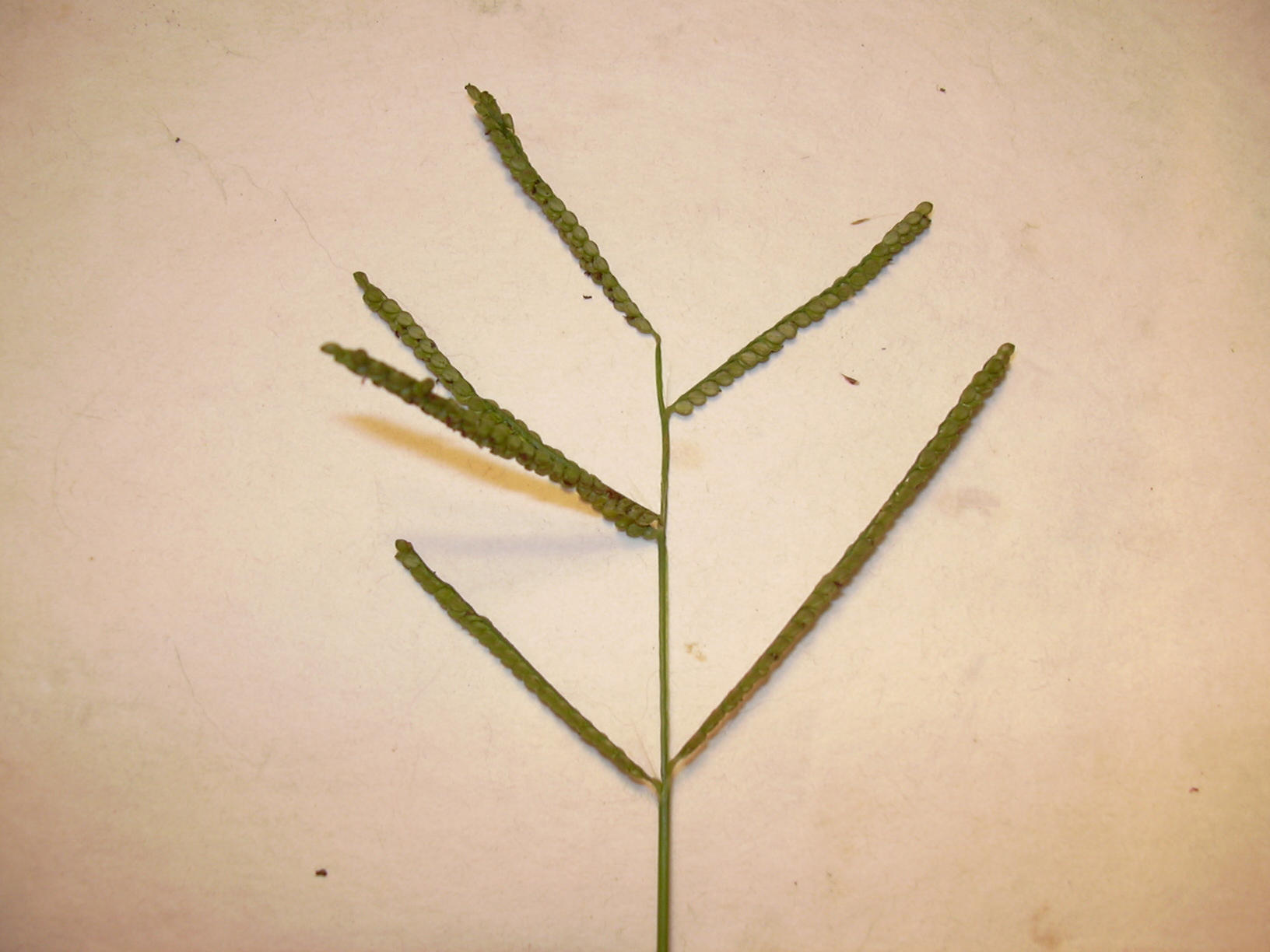
Graines de Paspalum scrobiculatum.

Nom scientifique : Paspalum scrobiculatum
Noms communs : herbe à épée.
C'est une céréale spontanée en Afrique occidentale et en Inde, abondante le long des chemins, dans les fossés et les dépressions. En Inde, cette espèce a été domestiquée il y a environ 3000 ans.

## Calendrier
Le 2e jour du mois de fructidor du calendrier républicain ou révolutionnaire français est dénommé jour du millet, généralement chaque 19 août du calendrier grégorien.